# Тасоткельська сільська адміністрація
Тасотке́льська сільська адміністрація (каз. Тасөткел ауылдық әкімдігі, рос. Тасоткельская сельская администрация) — адміністративна одиниця у складі Жаркаїнського району Акмолинської області Казахстану. Адміністративний центр та єдиний населений пункт — село Тасоткель.
Населення — 269 осіб (2021; 344 у 2009, 732 у 1999, 1185 у 1989).
Станом на 1989 рік існувала Тасоткельська сільська рада (села Савинковка, Тасоткель). Село Савиновка було ліквідоване 2005 року. 2013 року Тасоткельський сільський округ перетворено в сільську адміністрацію.

## Склад
До складу адміністрації входять такі населені пункти:
| Населений пункт   | Населення, осіб (1989) | Населення, осіб (1999) | Населення, осіб (2009) | Населення, осіб (2021) |
| ----------------- | ---------------------- | ---------------------- | ---------------------- | ---------------------- |
| Тасоткель, село   | 1035                   | 732                    | 344                    | 259                    |
| --Савиновка, село | 150                    | 93                     | -                      | 10                     |